# Amphichaeta sannio
Amphichaeta sannio är en ringmaskart som beskrevs av Kallstenius 1892. Enligt Catalogue of Life ingår Amphichaeta sannio i släktet Amphichaeta och familjen glattmaskar, men enligt Dyntaxa är tillhörigheten istället släktet Amphichaeta och familjen Naididae. Arten är reproducerande i Sverige. Inga underarter finns listade i Catalogue of Life.